# Городская усадьба И. И. Воронцова
Городска́я уса́дьба Ива́на Воронцо́ва (уса́дьба Волы́нского, зда́ние Стро́гановского учи́лища, зда́ние Моско́вского архитекту́рного институ́та)  — комплекс зданий, расположенных в Москве на пересечении Рождественки и Сандуновского переулка. В первой половине XVIII века территория относилась к усадьбе казанского губернатора Артемия Волынского, возведённой по проекту архитектора Петра Еропкина. В 1759 году имение перешло в собственность графа Ивана Воронцова и было полностью реконструировано. К 1844-му строения передали в ведение клиник Московского университета, позднее — Строгановского училища. С 1933 года в здании располагается Московский институт архитектуры (МАрхИ).

## История

### Усадьба Волынского
Предположительно, участок Рождественки около Кузнецкого моста в начале XVIII века занимали пустопорожние дворянские владения и дворы Кузнечной слободы. Часть земли у правого берега Неглинной принадлежала княжескому роду Щербатовых, от которых она перешла Лопухиным. В 1728-м казанский губернатор Артемий Волынский начал скупать территорию близ реки, чтобы построить на этом месте московскую усадьбу. Для возведения главного здания особняка Волынский пригласил крестьян из деревни, принадлежащей архитектору Петру Еропкину. 
Сохранилась подрядная записка 1731 года, в которой описывается порядок работ: 

...дали они свою запись генералу майору Артемию Петровичу Волынскому в том, что подрядились они у него <...> в Москве в Белом городе на Рождественке на дворе его построить каменные палаты из его материалов своими работниками, а именно: сначала выкопать ров шириною в два аршина, глубиною до самого материка и, побив сваи. <...> А фундамент вывести от земли в один аршин, а белым камнем вывести по самые окошки первого апартамента и вытесать гладко, как архитектор покажет. И те палаты строить им по данному им чертежу.
Возведение было окончено в 1732-м, но уже через год здание расширили боковыми корпусами. Строение имело п-образную форму и выходило главным фасадом на улицу Рождественку. Более поздние симметричные «приделочные» двухэтажные корпуса примыкали к дальним частям здания, благодаря чему центральный объём с мезонином выделялся на их фоне. Главный фасад со стороны улицы украсили фронтоном с гербовым камнем и балюстрадой. Карниз здания из белого камня покрыли тонкими свинцовыми пластинами, жестяные водосточные трубы декорировали драконьими головами. Из писем Волынского следует, что отделку усадьбы проводили в 1735-1736 годах, но вскоре здание сильно пострадало от Троицкого пожара.

В 1740 году по доносу фаворита императрицы Эрнеста Бирона Волынского обвинили в заговоре против короны. После ареста  графа следствие допросило его ближайших сподвижников. Сохранились свидетельства архитектора Еропкина, подтверждающие его причастность к возведению особняка на Неглинной:  
…я у него бывал, а особливо когда он начал переделывать свой двор, збирая большие хоромы из разных мелких строений, то я
для того строения ему многие чертежи сочинял и некогда и строение смотрел…
 В том же году Волынского казнили, его родственников отправили в ссылку,  а имущество раздали. Согласно описям того времени, палаты графа на Рождественке не были восстановлены после Троицкого пожара и находились в полуразрушенном состоянии.
Когда Эрнест Бирон стал регентом при молодом императоре Иоанне Антоновиче, он пожаловал усадьбу на Неглинной кабинет-министру Алексею Бестужеву-Рюмину. Вскоре нового хозяина обвинили в политических преступлениях и дом перешёл в ведение Дворцовой канцелярии. После восшествия на престол Елизаветы Петровны родственников Волынского помиловали, и в 1742-м имение на Неглинной пожаловали дочери графа Марии Артемьевне Волынской в качестве приданого.

### Реконструкция Воронцовым
В 1759 году Мария Волынская вышла замуж за сенатора Ивана Воронцова. Он значительно расширил имение, выкупив усадьбу Лопухиных, располагавшуюся на противоположном берегу, и около сорока других участков.  В этот период главный корпус бывшей усадьбы Волынского полностью реконструировали в стиле классицизм.  Доподлинно неизвестно, кто выступал автором проекта. Но из-за масштаба работ искусствоведы полагают, что архитектором являлся видный деятель XVIII века. По одной из версий, строительство курировали Матвей Казаков и Карл Бланк, по проекту которого возвели приходскую церковь Воронцова. Директор музея Московского архитектурного института Лариса Ивановна Иванова-Веэн полагает, что автором нового комплекса являлся Николай Львов. Существует также мнение, что заказчик сам принимал деятельное участие в разработке проекта, так как увлекался архитектурой.
Фундамент новой усадьбы был поднят относительно палат Волынского на два метра, для чего остатки старого строения засыпали землёй. Благодаря такому приёму особняк Воронцова сформировал новую панораму района, став самым высоким строением в округе. Во дворе главного дома разбили обширный французский парк с оранжереями, фонтанами и прудами, которые каскадом спускались к реке, свободно протекавшей по середине участка. Со стороны улицы строение украсили коринфским колонным портиком и аркадой первого этажа. Внутри здание имело анфиладную планировку, нижний ярус занимал просторный трёхсветный холл с кессонным куполом и парадной лестницей белого мрамора. В южной части территории Воронцов возвёл пять доходных домов, которые сдавал под магазины.
В июле 1775 года городские власти утвердили план реконструкции Неглинной набережной. Он предусматривал отчуждение государству приречной территории усадьбы Воронцова и заключение водотока в канал. В результате этого образовалась новая западная граница основного участка, а правобережная часть усадьбы Воронцова выделилась в самостоятельное имение.

### Последующие владельцы
В 1786 году Воронцов скончался, его имение поделили между собой наследники. В 1793 году южную половину усадьбы вдоль улицы Кузнецкий мост вместе с доходными домами переуступили помещице Ирине Ивановне Бекетовой. Её пасынок книгоиздатель Платон Бекетов в 1801 году открыл в одном из флигелей типографию и книжную лавку. Производство выпустило более ста книг, гравюрные портреты и периодические издания «Друг просвещения» и «Русский вестник». Дом Бекетовых навещали писатели Иван Дмитриев, Василий Жуковский, Николай Карамзин и другие. Во время Отечественной войны 1812 года типография сгорела, была восстановлена и продолжила работу в 1821—1824 годах.
К 1809 году от бывшего имения Воронцова осталась только северная его часть, ограниченная Сандуновским переулком. Всю эту территорию вместе с главным зданием усадьбы городские власти выкупили в счёт казны для московского отделения Императорской медико-хирургической академии. Согласно некоторым данным, часть имения Бекетовой на пересечении Кузнецкого моста и Рождественки также выкупили для размещения академии. Но в конце XIX века доприобретённый участок снова выделился в самостоятельное владение, когда  его продали Сергею и Павлу Третьяковым.
В парке Воронцовых разбили аптекарский сад, бывшую усадьбу заняли учебные кабинеты и библиотека. В пристройках расположились больница на 200 человек, общежития для студентов и квартиры преподавателей. Среди выпускников училища хирург химик Илья Буяльский, профессор Иустин Дядьковский и биолог Карл Рулье, врач Михаил Достоевский, декабрист Фердинанд Вольф и другие. Во время Отечественной войны 1812 года училище с клиниками эвакуировали во Владимир и Муром, где студенты и ученики работали в полевых госпиталях. По свидетельствам писателя Стендаля, во время оккупации Москвы он недолго жил в уцелевшем при пожаре здании медицинского университета. Искусствоведы полагают, что этим домом являлся бывший особняк Воронцова.
В 1843—1845 годах усадьбу на Рождественке реконструировали, изменив планировку боковых крыльев. Анфиладные залы переоборудовали в больничные палаты, объединённые общим коридором. Холл главного корпуса разделили перекрытиями на две части, выделив подкупольную зону в отдельную аудиторию. С фасада дома демонтировали лепной декор и фриз, коринфский портик заменили ионическим. После капитального ремонта землю передали в ведение Московского университета для организации клиник и аптекарского сада. Торжественное открытие факультетских лечебниц состоялось 28 сентября 1846 года. В заведении вели практикумы и лекции профессора и врачи Александр Овер, Фёдор Иноземцев, Григорий Захарьин, Алексей Отроумов, Николай Склифосовский и другие.
Владение на Рождественке находилось в отдалении от других строений университетской больницы, располагавшихся на Девичьем поле. Поэтому руководство неоднократно поднимало вопрос о необходимости переезда. В конце XIX века купчиха Варвара Морозова пожертвовала университету землю близ Большой Пироговской улицы, где создали единый клинический комплекс университета. Освободившиеся палаты Воронцова перешли в ведение Министерства финансов. К 1890 году собственником незастроенной западной части имения на Рождественке стал Государственный банк. Территорию планировали использовать для строительства здания московской конторы организации. В этот же период власти передали Строгановскому художественно-промышленному училищу оставшиеся 374 квадратных сажени вместе с бывшей усадьбой Воронцова, каретным корпусом и флигелями.

### Здание Строгановского училища
Руководство Строгановского училища считало небезопасным проводить занятия в бывших больничных палатах. Изначально планировалось построить новое здание университета, но из-за ограниченного бюджета от этой идеи отказались. В 1892 году для нужд образовательного учреждения комплекс реконструировали под руководством архитектора Сергея Соловьёва. По некоторым данным, в работах также принимал участие Дмитрий Петрович Сухов. Для надзора за строительством создали специальную комиссию, куда, помимо Соловьёва, вошли попечитель училища Н. А. Найдёнов, директор Ф. Ф. Львов, инженер А. А. Мейнгардт и архитектор К. М. Быковский.
Во время реконструкции демонтировали парадную лестницу здания. Освободившееся пространство разделили перекрытиями на два этажа, создав дополнительное помещение для библиотеки. Новую главную лестницу, выполненную из чугуна, разместили в правой части здания. Один из парадных двусветных залов бывшей усадьбы, переоборудованный позднее в хирургический кабинет, разделили на две части. В новых помещениях обустроили актовый зал второго этажа и большую аудиторию третьего. Соловьёв выполнил межъярусные перекрытия пересекающимися балками, оформленными в виде потолка с глубокими кессонами, что визуально увеличило высоту нижнего зала.
Фасад здания потерял характерные для классицизма черты и приобрёл элементы эклектики и необарокко. Рабочие демонтировали портик и фронтон, в верхней части дом украсили массивным карнизом с балюстрадой. Для лучшего освещения аудиторий растесали окна, сохранив пять рам актового зала. Их дополнили ордерной обработкой, за счёт чего композиция получила более представительный облик. В центральной части аркады первого этажа оборудовали главный вход, боковые проёмы застеклили. Фасады декорировали полихромными изразцами, выполненными по эскизам учеников училища под руководством скульптора Владимира Сергеевича Бровского. Над окнами второго этажа разместили майоликовое панно с названием университета и датами основания. По другим данным, керамические вставки появились только в 1903 году. По бокам от главного здания на месте старых флигелей возвели новые трёхэтажные корпуса.
Искусствоведы отмечают, что благодаря общей пластичности фасада Соловьёву удалось воплотить образ «дворца искусств». Предположительно, архитектора вдохновили композиции здания Дрезденского Политехникума и Естественно-исторического музея в Берлине. В 1912 году в простенках между арочными окнами первого этажа и возле главного входа расположили розетки с изображением художников и архитекторов. Скульптурные элементы были выполнены в мастерских университета по моделям скульптора Петра Бромирского.
В 1890-х годах также полностью перестроили хозяйственный флигель, расположенный на пересечении Сандуновского переулка и Рождественки. Строение стилистически сходно с главным корпусом университета, центром композиции выступали два симметричных подъезда и окна третьего этажа, декорированые лепными полуколоннами. В новом трёхэтажном здании разместили квартиры для служащих университета и московский Совет торговли и мануфактур. В 1892-м часть главного корпуса усадьбы занял Художественно-промышленный музей, созданный при Строгановском училище. В восьми выставочных залах было представлено более десяти тысяч образцов старинного шитья, фаянсовых и керамических изделий, оружия, икон и крестов. В 1904 году левый флигель бывшей усадьбы, выстроенный вдоль улицы Рождественки, реконструировали по проекту Фёдора Шехтеля и отдали под магазины. Известно, что в стенах Строгановского училища устраивали также общественные мероприятия. Так, в письмах жены Антона Чехова Ольги Книппер рассказывается о светском рауте, организованном великой княжной Елизаветой Фёдоровной.
В 1914 году между главным зданием университета и Сандуновским переулком по проекту Александра Кузнецова возвели новый шестиэтажный корпус мастерских. Несущую конструкцию здания выполнили из железобетона, что было новшеством для того времени. Благодаря этому главной выразительной чертой фасада стало широкое ленточное остекление. Центр угловой композиции оформлен колоннами с каннелюрой, которая в верхней части переходит в круглую форму. Массивный нижний этаж декорировали рустом. Во время Первой мировой войны помещения дома переоборудовали в госпиталь на тысячу человек. С 1916 по 1918 год в здании также действовала церковь, освящённая в честь Николая Чудотворца.

### Здание МАРХИ
Пожар в Архитектурном!

По залам, чертежам,

амнистией по тюрьмам —

пожар, пожар!

По сонному фасаду

бесстыже, озорно,

гориллой краснозадой

взвивается окно!<…>

Все выгорело начисто.

Милиции полно.

Все — кончено!

Все — начато!

Айда в кино!
После Октябрьской революции комплекс на Рождественке занимали Вторые свободные художественные мастерские, созданные на базе Строгановского училища. Преподавателями заведения числились архитекторы Иван Жолтовский, Алексей Щусев, реставратор Игорь Грабарь и другие. В июле 1918 года в стенах бывшей усадьбы Воронцова проходил первый съезд коммунистической партии Украины. С 1935 по 1978 год часть дома занимало Министерство высшего образования СССР.
К 1920 году Вторые художественные мастерские реорганизовали в Высшие художественно-технические мастерские (ВХУТЕМАС), архитектурное отделение учреждения и заняло усадьбу Воронцова. Известно, что в этот период часть комплекса находилась в ведении Общества художников-станковистов и Музея Востока, включившего в свою выставку часть экспозиции Строгановского музея. Через десять лет в здании расположился Архитектурно-строительный университет, который через три года реорганизовали в Московский архитектурный институт (МАрхИ). В 1930-х годах в комплексе также действовали Полиграфический и Лесотехнический институты.
В 1957 году в здании Московского архитектурного университета произошёл пожар. В 1960-е годы проводилась частичная реконструкция комплекса, во время которой застроили задний двор между боковыми корпусами бывшей усадьбы. В центральной части здания обустроили большую амфитеаторную аудиторию. В здании бывших мастерских оборудовали столовую и объединили корпус с главным домом крытым коридором. В 1975-м на территории университета установили памятник студентам и преподавателям, погибшим во время Великой Отечественной войны.
В 1989 году на базе Архитектурного института создали музей, одной из целей которого стало изучение и сохранение зданий университета на Рождественке. В 1998—2000 годах главный корпус института надстроили мансардой под руководством архитектора А. Б. Некрасова. В этот же период проводили работы по замене отопительных систем, во время которых директор музея МАрхИ Лариса Ивановна Иванова-Веэн и группа студентов обнаружили часть старой кладки. В ходе дальнейших археологических раскопок в подвале главного дома нашли фрагмент бывшей усадьбы Волынского первой половины XVIII века. На стенах сохранились оригинальные наличники из белого камня, рустовка нижнего этажа, кроме того были найдены фрагменты плиточного пола, изразцовой печи и штукатурки. На цокольном этаже университета провели частичное раскрытие стен. Реставраторы установили, что в основе центрального объёма здания находятся палаты Волынского, законсервированные при строительстве особняка Воронцова вместе с карнизами и белокаменным декором. Находки исследователей планировалось законсервировать и представить как часть экспозиции музея МАрхИ.
В 2002-м в бывшей усадьбе Воронцова прошла выставка архитектурных фотографий студентов МАрхИ. Через четыре года в здание бывших мастерских, возведённых по проекту Кузнецова, организовали галерею ВХУТЕМАС, где регулярно проходят выставки и научные конференции.
В 2012 году Минобрнауки провело проверку государственных университетов. Целью исследования стало выявление неэффективных заведений и дальнейшая модернизация образовательной системы.
По результатам проверок МАрхИ получил низкий рейтинг, что вызвало осуждение со стороны Российского профсоюза студентов и министра культуры Владимира Мединского. Руководство института обратило внимание, что некоторые заслуги организации учтены не были. Проректор академии Михаил Шубенков считал, что низкая оценка связана с попыткой отобрать занимаемую МАрхИ территорию. Однако в Минобрнауке заявили, что не планировали закрытие или слияние университетов с низким рейтингом. Позднее среди неэффективных вузов была выделена отдельная категория институтов, получивших низкий рейтинг из-за специфической творческой направленности.
В 2016 году руководство МАрхИ объявило международный конкурс "ВХУТЕМАС сквер" на реконструкцию сквера перед главным зданием, который должен стать общественно-культурным пространством, где будут проходить семинары и выставки под открытым небом. В феврале 2018-го началась косметическая реставрация здания академии..